# Грдановац
Грдановац је насељено мјесто у општини Костајница, Република Српска, БиХ. Према попису становништва из 1991. у насељу је живјело 205 становника.

## Географија
Насеље Грдановац се протеже уз долину ријеке Уне. Ово насеље се наслања на село Мракодол.

## Физиономија насеља
Грдановац је релативно мало насеље, али је доста збијено. Правац пружања насеља је магистрални пут који повезује два општинска центра Костајницу и Нови Град. У самом Грдановцу уз ријеку Уну се налази велики број викендица, које служе током љета за опуштање и роштиљање уз поменуту ријеку.

## Пољопривреда
У узаном подручју уз ријеку Уну протежу се наизмјенична поља кукуруза и мјестимично пшенице, док се у нешто вишим теренима могу пронаћи баште и понегдје мали воћњаци.

## Историја
У насељу Грдановац могу се пронаћи археолошки остаци градине Грдановац - праисторијски тумулус, тзв. „заспа“.

## Култура
У насељу Грдановац налази се и санирани друштвени дом, који се данас нажалост не користи у ове сврхе. Друштвени домови се углавном користе за предизборне скупове, али и за
одржавање разних састанака са грађанима овог села.

## Становништво
| Демографија | Демографија | Демографија |
| Година      | Становника  | Становника  |
| ----------- | ----------- | ----------- |
| 1948.       | 138         |             |
| 1953.       | 142         |             |
| 1961.       | 185         |             |
| 1971.       | 175         |             |
| 1981.       | 163         |             |
| 1991.       | 205         |             |